# Richarville
Richarville és un municipi francès, situat al departament de l'Essonne i a la regió de Illa de França. L'any 2007 tenia 439 habitants.
Forma part del cantó de Dourdan, del districte d'Étampes i de la Comunitat de comunes Le Dourdannais en Hurepoix.

## Demografia

### Població
El 2007 la població de fet de Richarville era de 439 persones. Hi havia 150 famílies, de les quals 20 eren unipersonals (8 homes vivint sols i 12 dones vivint soles), 45 parelles sense fills, 69 parelles amb fills i 16 famílies monoparentals amb fills.
La població ha evolucionat segons el següent gràfic:
Habitants censats

### Habitatges
El 2007 hi havia 175 habitatges, 150 eren l'habitatge principal de la família, 20 eren segones residències i 4 estaven desocupats. 172 eren cases i 1 era un apartament. Dels 150 habitatges principals, 136 estaven ocupats pels seus propietaris, 13 estaven llogats i ocupats pels llogaters i 1 estava cedit a títol gratuït; 1 tenia una cambra, 4 en tenien dues, 11 en tenien tres, 37 en tenien quatre i 98 en tenien cinc o més. 131 habitatges disposaven pel capbaix d'una plaça de pàrquing. A 55 habitatges hi havia un automòbil i a 90 n'hi havia dos o més.

### Piràmide de població
La piràmide de població per edats i sexe el 2009 era:
| Homes | Edats   | Dones |
| ----- | ------- | ----- |
| 0     | 95 o +  | 0     |
| 0     | 90 a 94 | 0     |
| 4     | 85 a 89 | 0     |
| 4     | 80 a 84 | 4     |
| 4     | 75 a 79 | 4     |
| 4     | 70 a 74 | 8     |
| 4     | 65 a 69 | 8     |
| 4     | 60 a 64 | 12    |
| 16    | 55 a 59 | 8     |
| 28    | 50 a 54 | 36    |
| 16    | 45 a 49 | 8     |
| 16    | 40 a 44 | 28    |
| 4     | 35 a 39 | 16    |
| 16    | 30 a 34 | 4     |
| 4     | 25 a 29 | 20    |
| 0     | 20 a 24 | 8     |
| 12    | 15 a 19 | 24    |
| 8     | 10 a 14 | 24    |
| 12    | 5 a 9   | 4     |
| 8     | 0 a 4   | 8     |

## Economia
El 2007 la població en edat de treballar era de 310 persones, 240 eren actives i 70 eren inactives. De les 240 persones actives 225 estaven ocupades (119 homes i 106 dones) i 15 estaven aturades (8 homes i 7 dones). De les 70 persones inactives 20 estaven jubilades, 33 estaven estudiant i 17 estaven classificades com a «altres inactius».

### Ingressos
El 2009 a Richarville hi havia 152 unitats fiscals que integraven 427 persones, la mediana anual d'ingressos fiscals per persona era de 25.389 €.

### Activitats econòmiques
Dels 14 establiments que hi havia el 2007, 2 eren d'empreses de construcció, 2 d'empreses de comerç i reparació d'automòbils, 3 d'empreses de transport, 1 d'una empresa d'informació i comunicació, 3 d'empreses de serveis i 3 d'empreses classificades com a «altres activitats de serveis».
Dels 3 establiments de servei als particulars que hi havia el 2009, 1 era un paleta, 1 fusteria i 1 perruqueria.
L'any 2000 a Richarville hi havia 10 explotacions agrícoles.

## Equipaments sanitaris i escolars
El 2009 hi havia una escola elemental integrada dins d'un grup escolar amb les comunes properes formant una escola dispersa.

## Poblacions més properes
El següent diagrama mostra les poblacions més properes.